# Steppesaurus
Steppesaurus gurleyi
Genre
Espèce
Steppesaurus est un genre éteint de pélycosaures carnivores connus seulement dans le Permien du Texas de la famille des Sphenacodontidae.

## Liste d'espèces

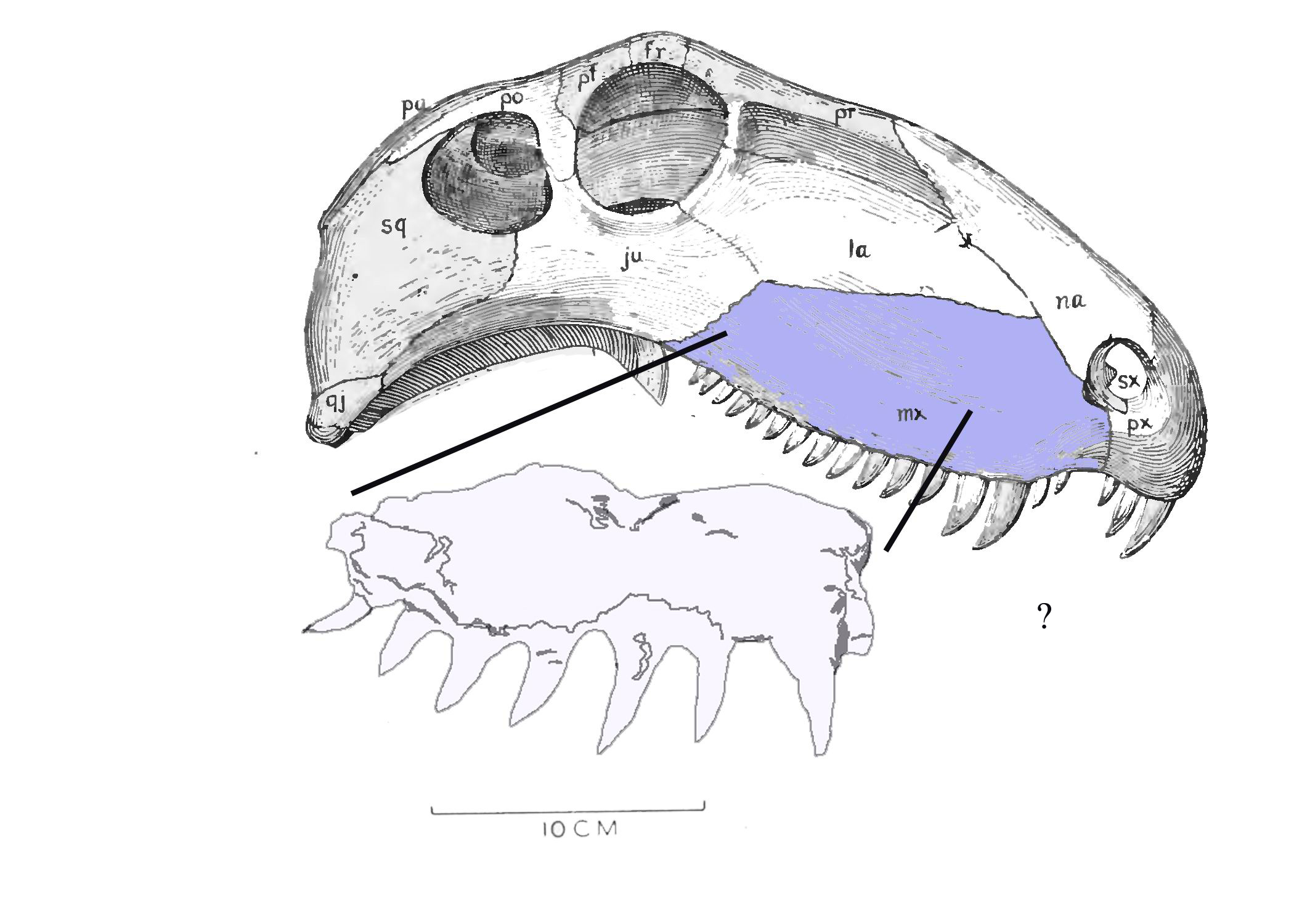
Dessin de la mâchoire et de la partie supérieure du crâne de Steppesaurus.

Selon Paleobiology Database (3 octobre 2018) :
- Steppesaurus gurleyi

## Publication originale
- (en) Olson & Beerbower, 1953 : The San Angelo Formation, Permian of Texas, and Its Vertebrates. The Journal of Geology, vol. 61, n. 5 (introduction).